# 坂出人工土地
坂出人工土地（さかいでじんこうとち）とは、香川県坂出市京町に存在する約1.2ヘクタールほどあるコンクリート地盤土地の名称である。正式な名称は坂出市営京町団地。事業名は清浜亀島住宅地区改良事業。DOCOMOMO JAPAN選定 日本におけるモダン・ムーブメントの建築に選出された。
香川県出身で丹下健三の協力者でもあった浅田孝らが中心となって1962年に構想される。メタボリズムグループの建築家・大高正人の設計によって、1968年から4期に分けて、1986年にすべて完成した。分厚いコンクリートの地盤を築き、その下には市民ホールと商店街、駐車場を整備、地盤上には集合住宅や公園を整備しており、市街地開発の新たなモデルとして当時話題を呼んだ斬新な建築物であるが、メンテナンス不届きで老朽化が進行している。
1966（昭和41）年度には坂出市における人工土地方式による再開発計画として、事業に関わった浅田と大高の他、北畠照躬、番正辰雄、山本忠司らが、日本都市計画学会石川賞計画設計部門を受賞している。

## 概要

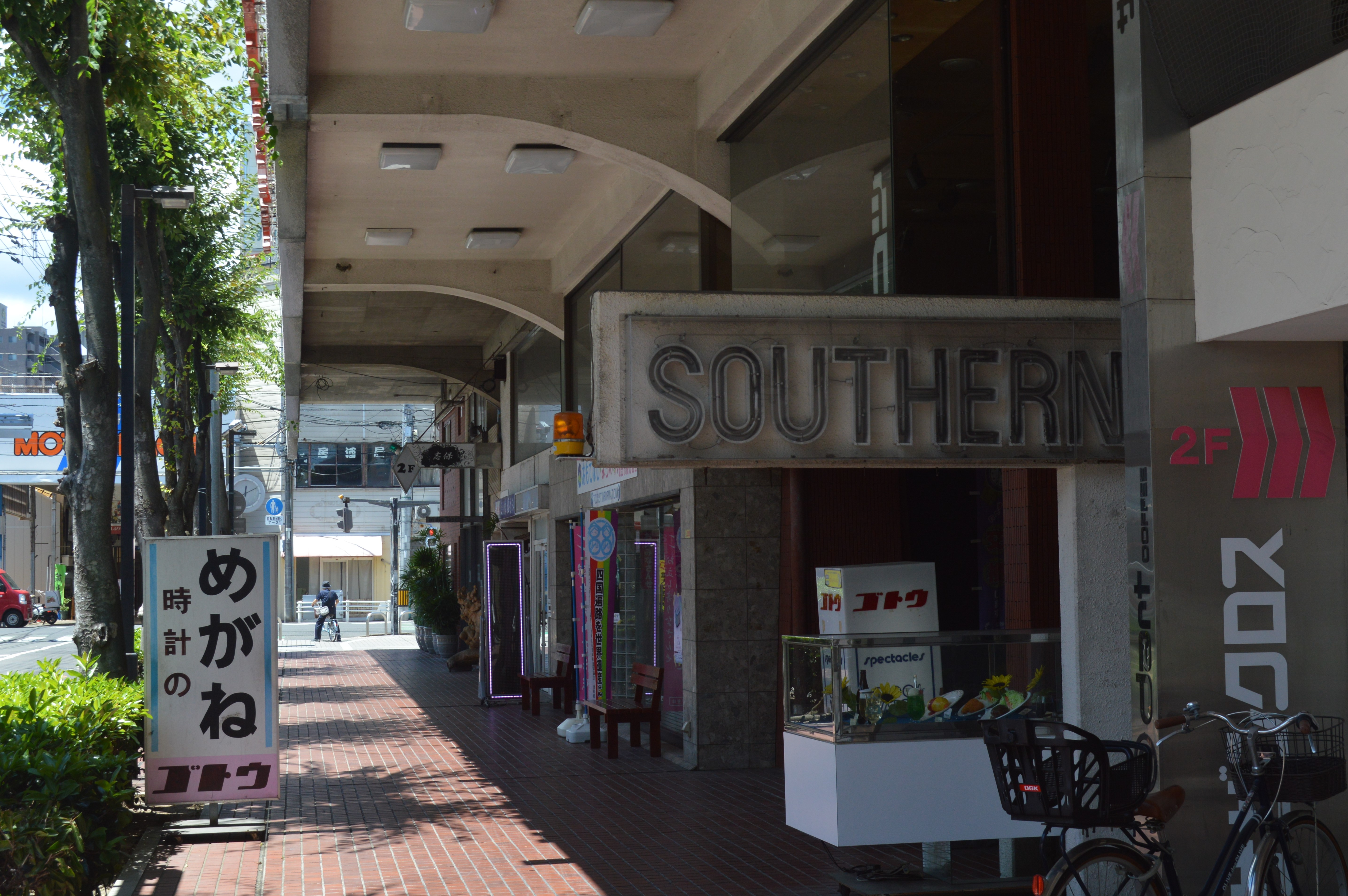
道路に面した商店街

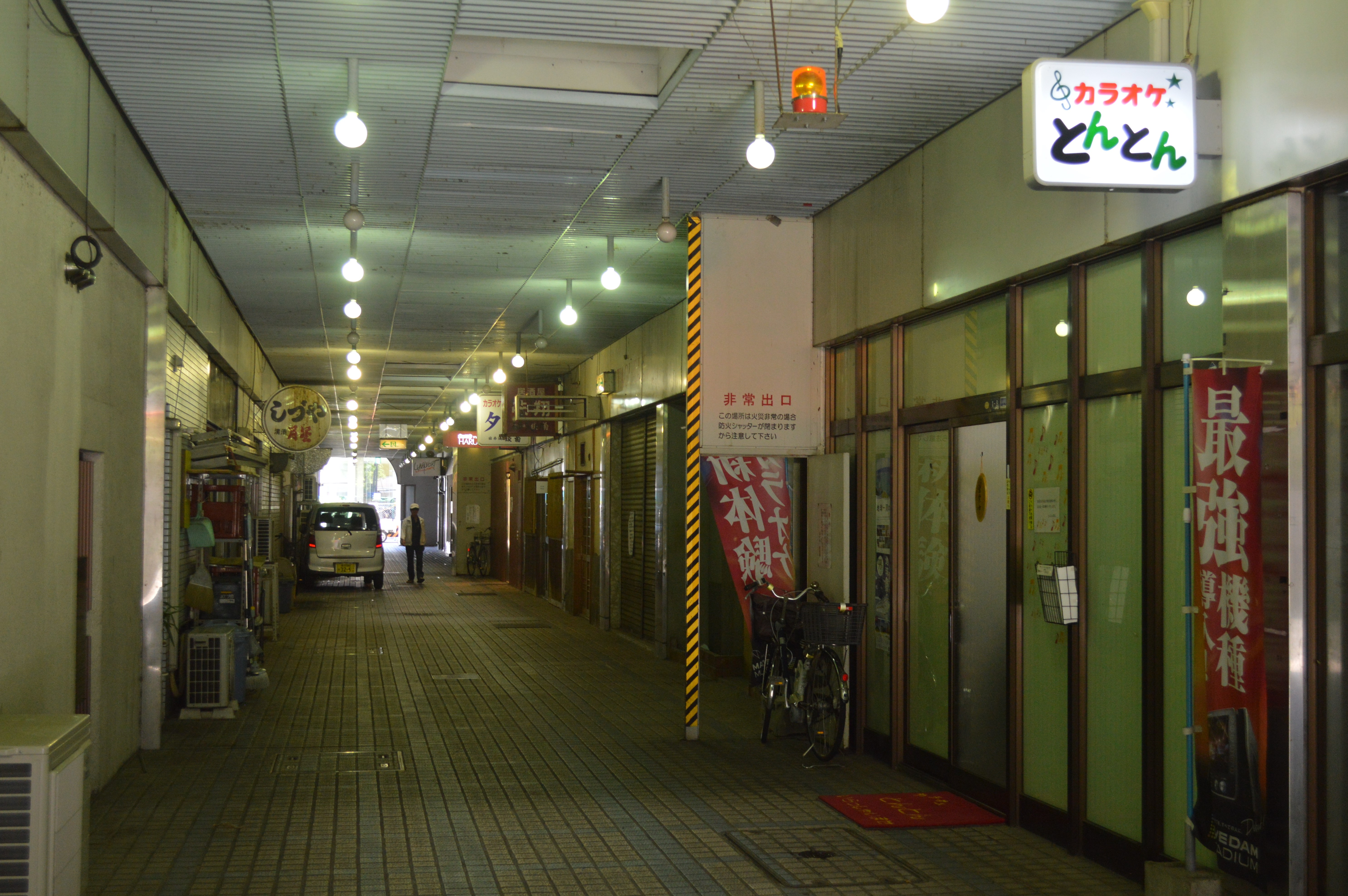
下層にある商店街

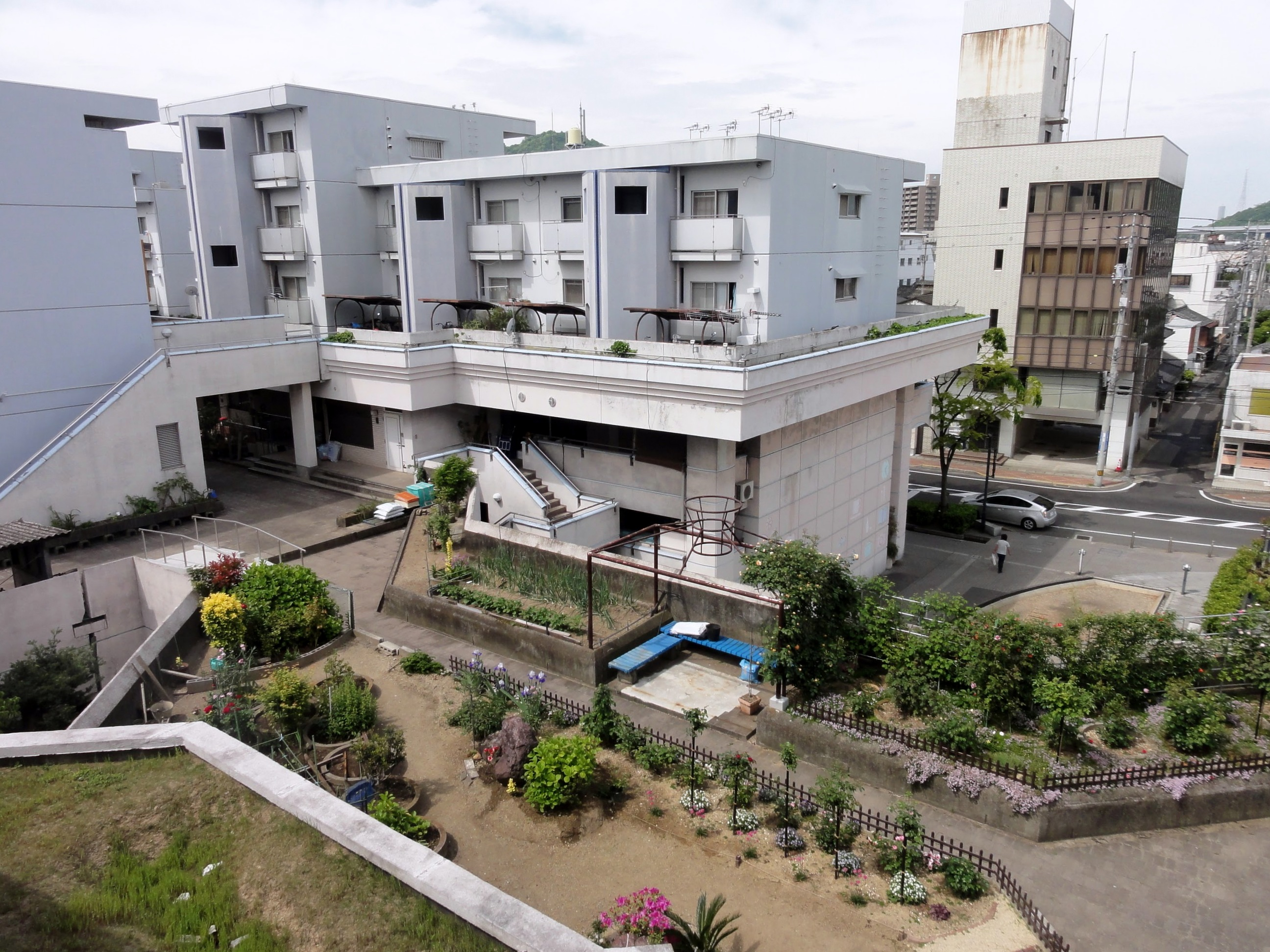
上層にある植栽

このプロジェクトでは、地上レベルを駐車場とし、その上に人工のコンクリート・デッキの人工地盤を建設し、建替え住宅はそっくり空に持ち上げる。建替えによってすべて過去の建物をクリアランスして、そしてデッキ上に、歩道・広場・児童公園などのある住宅地を建設。また植栽が施され、植物が生い茂っている。当然上にも駐車場も用意されており、坂路を設け自動車も上層に上がってくることができる。空いたGL平面を将来のニーズのために空き地にしておくという斬新な2階建ての都市を実現させた。
人工土地の下層には駐車場のほかに店舗が入っており商店街の様相をなしている。構造上張り出した商店街の上部の屋根はアーケードをかけたような印象を受ける。スケルトン・インフィル住宅のお手本事例ともいえ、人工土地は今でも機能し続けている。この人工土地の思想は、現在でも斬新かつ新鮮なものとして建築史に刻まれており、大きな影響を与え続けている。
坂出人工土地の場合は、既存の木造住宅地の権利クリアランスを目的ともしている。記録によれば、この土地には木造平屋125戸、木造2階33戸、耐火構造1戸、計159戸あり、報告書でその159戸を不良住宅128戸、良住宅27戸、住宅以外4戸と分類。人工土地全体では1万111平方メートル、その内訳は住宅3015、集会所160、児童公園678、住宅周囲の緑地1561、広場歩道4697となっている。人工土地構想では坂出市が地権者から屋上権を購入して建てるという前代未聞な仕組みで所有権問題を解決し、この空中都市が完成することになったが、不動産登記の問題で地盤の管理は宙に浮くなどにより、結局のところ人工地盤構想の実現例は全国でここだけになっている。

## 参考資料
- “日本住宅史上最大の実験、劇場上に市営住宅”
- “補章坂出市人工土地の調査”
- “045坂出人工土地”
- “メタボリスト大高が導き出した答えは二階建ての都市”
- 建築家 大高正人の仕事 (エクスナレッジムック)（箕原敬, 松隈洋, 中島直人　ISBN 978-4767817293,　2014）
- 年間テーマ 居住の夢(第6話)坂出人工土地 : ビジョンと成熟（大谷英人　建築ジャーナル (1253), 30-33, 2016年6月）
- 坂出人工土地における空間構成と生活様態に関する事例研究（藤井容子　日本インテリア学会論文報告集 (26), 51-56, 2016年3月）
- 8141 坂出市人工土地の空間構成からみた住人の空間利用に関する事例研究（藤井容子　学術講演梗概集 2015(建築社会システム), 293-296, 2015年9月号）
- 9183 坂出人工土地開発における改良住宅と土地の集約に関する研究 : 人工土地の柱スパンに着目して(山名 善之 , 川原 優輝　学術講演梗概集. F-2, 建築歴史・意匠 2011, 365-366, 2011年7月号）
- 33 坂出市における人工土地方式による再開発計画 : 四国における受賞作の検証その1（古和 英之 , 野村 瑠衣 , 大谷 英人　日本建築学会四国支部研究報告集 (11), 65-66, 2011年5月号）
- 1960年代前後における浅田孝の環境開発序論 : 日本建築学会高層化研究委員会から坂出人工土地まで（木下 光　都市計画 59(2), 50-53, 2010年4月号）
- 9031 「人工土地」と「群造形」の関係にみる大高正人の建築作品の特質に関する研究(林 雄三 , 末包 伸吾　日本建築学会近畿支部研究報告集. 計画系 (48), 817-820, 2008年5月)
- 空間の開発・環境の制御—一九六〇年前後の浅田孝と高層化研究・人工土地・極地建築 (特集 トーキョー・メタボリズム2010/50 Years After 1960（菊池 誠　10+1 (50), 96-103, 2008年）
- 昭和モダン建築巡礼(11)坂出人工土地 「人工」の上昇と下降（磯 達雄　日経アーキテクチュア (808), 152-155, 2005年10月31日号　日経BP）
- 5730 縦割り所有型集合住宅における空間利用と経年変化に関する研究 : その2 坂出人工土地店舗併用住宅を事例として(集住環境の変容プロセス,建築計画II)　梅澤 豪太郎 , 初見 学 , 須田 眞史 学術講演梗概集. E-2, 建築計画II, 住居・住宅地, 農村計画, 教育 2001, 347-348, 2001年7月）
- 坂出人工土地 (特集 「実験的」住宅供給の再評価)（井出 建 , 梅澤 豪太郎　住宅 50(2), 15-23, 2001年2月号）
- 集まって住む風景-第10回-坂出人工土地（井出 建 , 斎部 功　住宅建築 (275), 166-173, 1998年2月号）
- “《香川》嗚呼、60年代を語る建築［坂出人工土地の魅力］”
- “坂出人工土地における開発手法に関する研究（近藤 裕陽 , 木下 光　都市計画. 別冊, 都市計画論文集　2008年10月）”